# Marek Warszewski
Marek Warszewski (ur. 5 stycznia 1977) – polski scenograf filmowy. Absolwent ASP w Łodzi. Laureat Polskiej Nagrody Filmowej, Orzeł w 2015 za scenografię filmu Miasto 44 (wspólnie z Grzegorzem Piątkowskim) oraz nominowany do tej nagrody w 2016 za scenografię filmu Karbala. Laureat nagród na Festiwalu Polskich Filmów Fabularnych w Gdyni: w 2017 za scenografię filmu Najlepszy i w 2020 za scenografię do filmu Magnezja. 

## Wybrana filmografia
jako autor scenografii:
- Operacja Dunaj (2009)
- Galeria (2011–2013) – serial
- 80 milionów (2011)
- Miasto 44 (2014)
- Karbala (2015)
- Powidoki (2016)[4]
- Najlepszy (2017)
- Kto napisze naszą historię (2018)
- Rojst (2018) – serial
- Magnezja (2020)
- Listy do M. 4 (2020)
- Wesele (2021)
- Wielka woda (2022) – serial
- Doppelgänger. Sobowtór (2023)
- Czerwone maki (2024)